# Prohierodula enghoffi
Prohierodula enghoffi är en bönsyrseart som beskrevs av Atilio Lombardo 1997. Prohierodula enghoffi ingår i släktet Prohierodula och familjen Mantidae. Inga underarter finns listade i Catalogue of Life.